# Lachnum tenuissimum
Lachnum tenuissimum är en svampart som först beskrevs av Lucien Quélet, och fick sitt nu gällande namn av Korf & W.Y. Zhuang 1985. Lachnum tenuissimum ingår i släktet Lachnum och familjen Hyaloscyphaceae.   Inga underarter finns listade i Catalogue of Life.